# 1917 في النرويج
فيما يلي قوائم الأحداث التي وقعت خلال عام 1917 في النرويج.

## رياضة
- 1 يناير – كأس النرويج 1917 الفائز Sarpsborg FK [الإنجليزية]‏.

## مواليد

### يناير
- 1 يناير – كاري هولت كاتب نرويجي.

### فبراير
- 23 فبراير – إرلينغ سفيردروب

### أبريل
- 11 أبريل – بيورن كوك مصارع هاوي نرويجي.

### مايو
- 5 مايو – أوغه إريكسن مصارع هاوي نرويجي.
- 12 مايو – جون بيرغ ضابط نرويجي.

### يونيو
- 2 يونيو – سفيري براتلاند ضابط نرويجي.
- 14 يونيو – أتل سيلبرغ رياضياتي نرويجي.
- 27 يونيو – ويلهلم مور طيار نرويجي.

### يوليو
- 24 يوليو – سيمون سلاتفيك

### سبتمبر
- 22 سبتمبر – ليف هاوغن متزحلق نرويجي.
- 23 سبتمبر – كنوت هاوغلاند مستكشف نرويجي.

### أكتوبر
- 3 أكتوبر – أود لوندبيرغ متزلج سريع نرويجي.

### نوفمبر
- 15 نوفمبر – أوفيفين بريبي ملاكم نرويجي.

## وفيات

### فبراير
- 1 فبراير – جورج أندرياس بول (مواليد 1829) مهندس معماري نرويجي.

### مارس
- 6 مارس – لورنتز دايتريشسون (مواليد 1834)

### مايو
- 11 مايو – أندرياس بلوخ (مواليد 1860) فنان نرويجي.

### يونيو
- 15 يونيو – كريستيان بيركلاند (مواليد 1867)
- 18 يونيو – أوسكار كاستبيرج (مواليد 1846) فنان نرويجي.

### أكتوبر
- 11 أكتوبر – كارل فريثغوف سميث (مواليد 1859) رسام نرويجي.